# Cristina Luísa de Oettingen-Oettingen
Cristina Luísa de Oettingen-Oettingen (20 de março de 1671 - 3 de setembro de 1747) foi uma duquesa de Brunsvique-Luneburgo e avó materna da imperatriz Maria Teresa da Áustria, da rainha Isabel Cristina da Prússia, da rainha Juliana Maria da Dinamarca e do czar Pedro II da Rússia. Também era bisavó materna da rainha Maria Antonieta da França, tetravó da imperatriz Maria Leopoldina da Áustria, tetravó da imperatriz Teresa Cristina,  e tetravó materna da rainha Vitória do Reino Unido.

## Família
Cristina era a filha mais nova do príncipe Alberto Ernesto I de Oettingen-Oettingen e da princesa Cristina Frederica de Württemberg. Os seus avós paternos eram o príncipe Joaquim Ernesto I de Oettingen-Oettingen e a princesa Ana Doroteia de Hohenlohe-Neuenstein. Os seus avós maternos eram o duque Everardo III de Württemberg e a princesa Ana Catarina de Salm-Kyrburg.

## Casamento e descendência
Cristina Luísa casou-se com Luís Rudolfo, Duque de Brunsvique-Luneburgo no dia 22 de abril de 1690. 
Juntos tiveram quatro filhas:
- Isabel Cristina de Brunsvique-Volfembutel (28 de agosto de 1691 - 21 de dezembro de 1750), casada com o imperador romano-germânico Carlos VI; com descendência.
- Carlota Augusta de Brunsvique-Volfembutel (23 de julho de 1692 - 8 de agosto de 1692), morreu com poucos dias.
- Carlota Cristina de Brunsvique-Volfembutel (29 de agosto de 1694 - 2 de novembro de 1715), casada com Aleixo Petrovich, Czarevich da Rússia, filho e herdeiro do czar Pedro, o Grande; com descendência.
- Antónia Amália de Brunsvique-Volfembutel (22 de abri] de 1696 - 6 de março de 1762), casada com o duque Fernando Alberto II, Duque de Brunsvique-Volfembutel; com descendência.